# Funicular

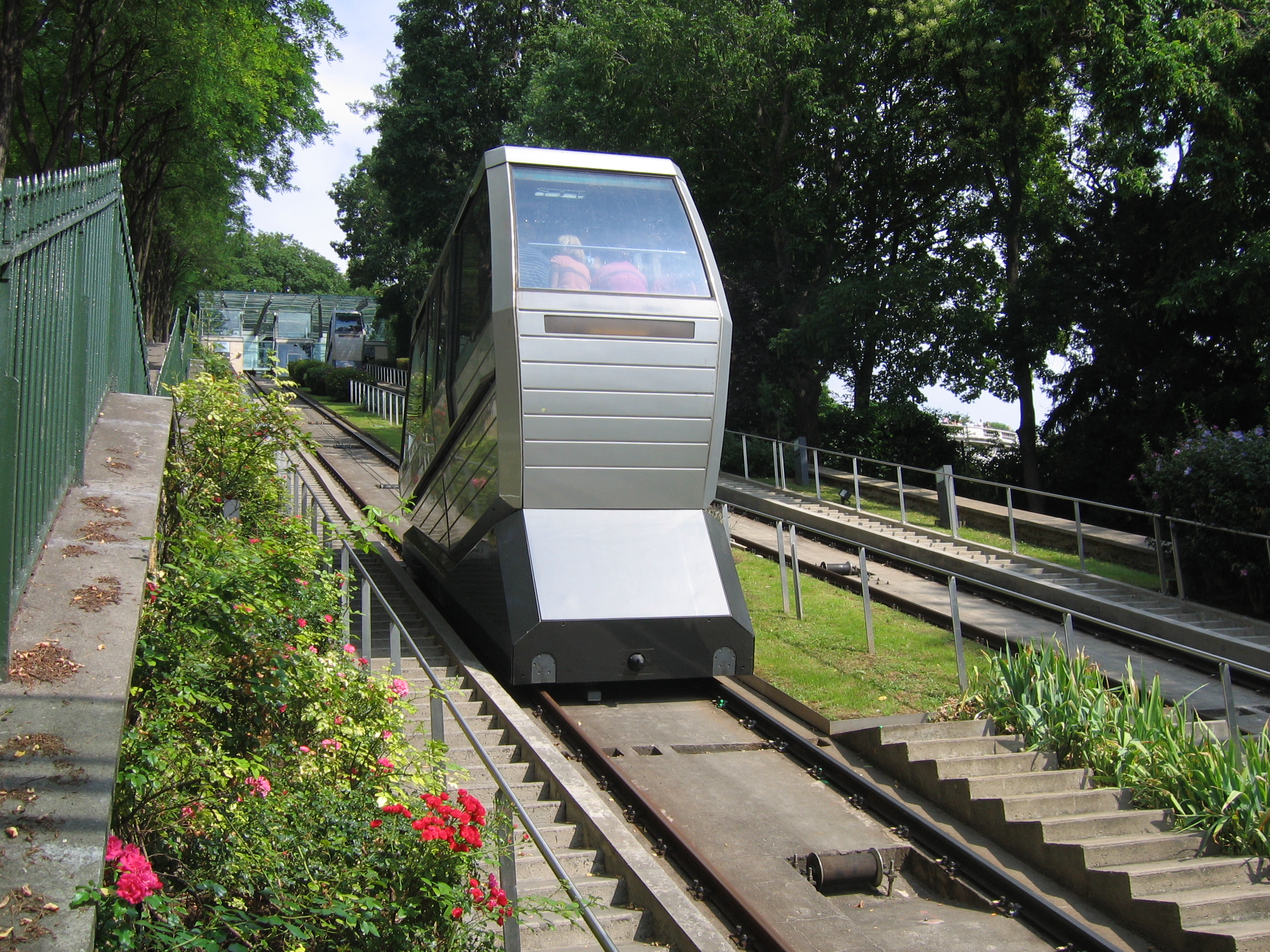
Funicular în Montmartre, Paris

Funicularul, de asemenea cunoscut ca plan înclinat sau cale ferată pe stâncă, este o cale ferată prin cablu, în care un cablu atașat la o pereche de tramvaie, le mută de sus în jos pe o pantă abruptă, iar vehiculele ascendente și descendente se contrabalansează reciproc. Poate fi format și din unul sau din mai multe cabluri suspendate pe stâlpi, pe care circulă cabinele cu pasageri și cărucioarele cu materiale și este folosit în regiunile muntoase greu accesibile.
Principiul de bază al funcționării funicularului este că două mașini sunt atașate una de alta printr-un cablu care trece printr-un scripete la partea de sus a pantei sau la locul de unde începe transportarea de persoane sau mărfuri.
Contrabalansarea celor două mașini este necesară, deoarece ea minimizează energia necesară pentru a o ridica pe una din ele.
Scripetele este de obicei întors de către un motor electric iar roțile ghidează cablul la mecanismul de conducere.Câteva funiculare au fost construite folosind rezervoarele de apă de sub podeaua fiecărei mașini, care sunt umplute sau golite până este realizat echilibrul suficient pentru a permite mișcarea. Apoi mișcarea este controlată de un frânar.
Funicularele folosite în mine erau uneori cunoscute ca și înclinări automate sau frâne înclinate. Greutatea vagoanelor încărcate ce coborau era folosită pentru a trage vagoanele goale din mină.
Mașinile pot fi atașate la al doilea cablu care trece printr-un scripete , la baza pantei, în cazul în care forța de gravitație care acționează asupra mașinilor este prea mică pentru a le opera pe pantă.
Una dintre roțile de transmisie trebuie să fie proiectată astfel încât să se evite ruperea franghiei la roata tensionată. Astfel trolierea poate fi făcută și în partea de jos a pantei. Acest lucru se practică la funiculare cu degradeuri sub 6% sau care folosesc sănii în loc de mașini, sau alte cazuri în care nu este sigur că mașina descendentă este mereu capabilă să tragă cablul de la scripete în stația din partea de sus a pantei.
Funicularele de demult foloseau două piste drepte,paralele,cu platforme de stație separate pentru fiecare vehicul. Pistele sunt proiectate cu destul spațiu între ele,pentru ca cele două mașini să treacă la punctul de mijloc. Roțile sunt de obicei pe un singur filet, ca la vehiculele standard pe șine.
Exemple de acest tip de piste sunt Înclinația Duquesne din Pittsburg, dar și majoritatea căilor ferate înclinate din Marea Britanie.

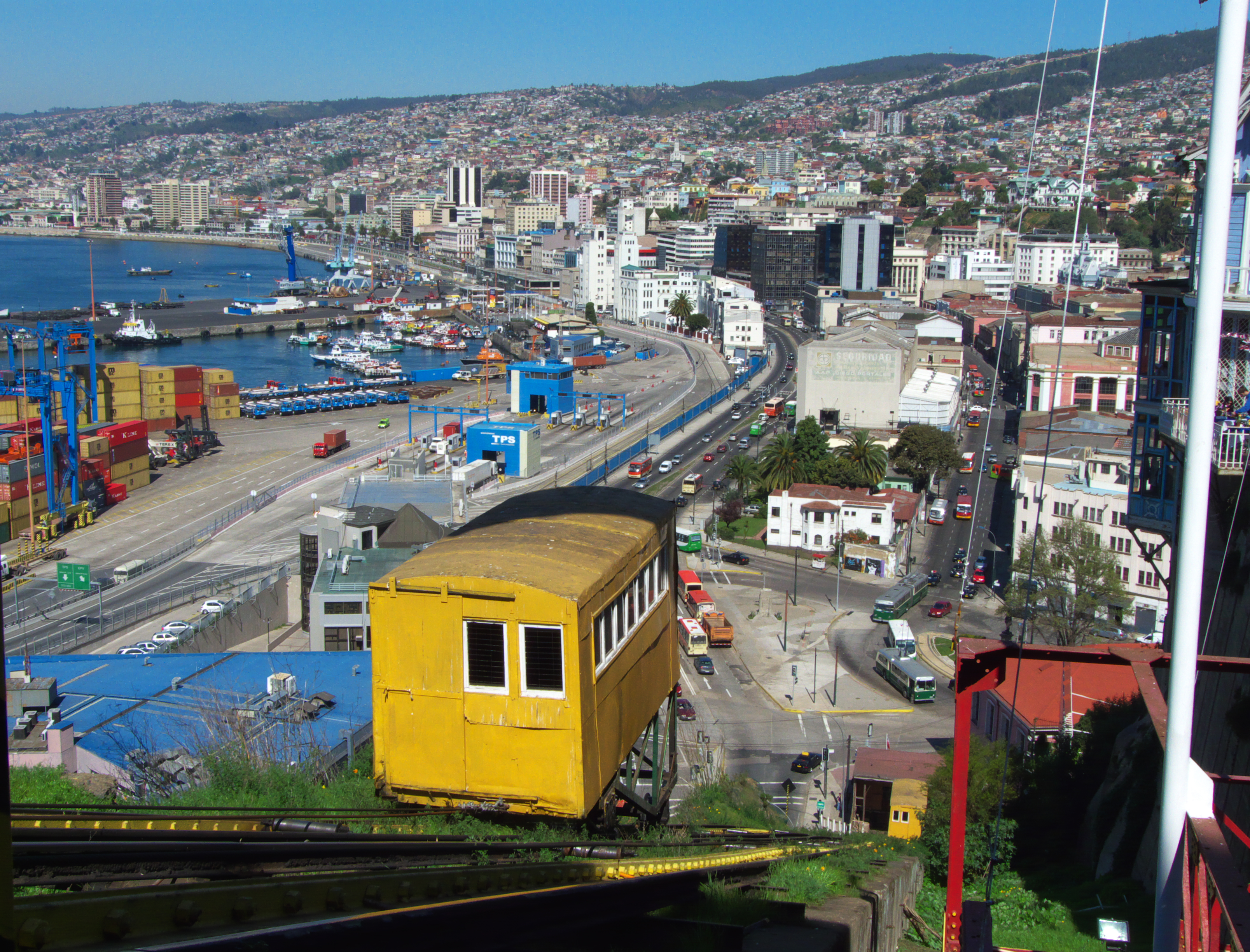
Funicular în Valparaíso, Chile

Cele care necesită lățime mai mică au fost proiectate cu doar două sau trei șine pe majoritatea pantei, dar la secțiunea de întâlnire câte patru șine. Inginerul elvețian Carl Roman Abt a inventat metoda care permite mașinilor să fie utilizate cu o configurație cu două șine: roțile din afară au flanșe pe ambele părți iar cele dinăuntru nu au deloc flanșe și trec ușor prin zona de trecere.
Acest tip de configurații cu două șine nu au nevoie de întrerupătoare și aparate care să le ghideze atât timp cât au roțile cu flanșe care vor urma automat căi diferite, și reduc semnificativ costurile, mai ales când funicularul trece printr-un tunel, cum este Funicularul din Bulnes Asturias.
În modelele care folosesc trei șine, șina din mijloc este împărțită de cele două mașini. Funicularele cu trei șine sunt mai mari decât cele cu două, dar zona de trecere este mult mai simplu de construit. În cazul în care un grilaj de frânare este utilizat, el poate fi montat mai sus în modelele cu trei șine, făcându-le mai putin sensibile în condiții de zăpadă.
Unele funiculare pe patru șine au secțiunile de jos interțesute, și o singură platformă la fiecare stație, cum este și The Hill Train din Legoland, Windsor.

## Istorie
Până la sfârșitul anilor 1870 funicularul pe patru șine era configurația normală. Carl Roman Abt a dezvoltat Abt Switch care permitea funicularul pe două șine, folosit prima oară în 1879, când Giessbachbahn l-a inaugurat, în Elveția. În Lumea Nouă, primul funicular care avea două șine era Telegraph Hill Railroad din San Francisco, care a fost în funcțiune doar din 1884 până în 1886. Funicularul din Mount Lowe,California era primul funicular de munte din Statele Unite care folosea trei șine. Modelele cu două și trei șine au redus considerabil spațiul cerut pentru a construi un funicular,dar și costurile, și pentru cele pe munți și pentru cele urbane. Aceste modele au premeditat un boom în industria funicularelor, în secolul 19.

## Ridicarea înclinată

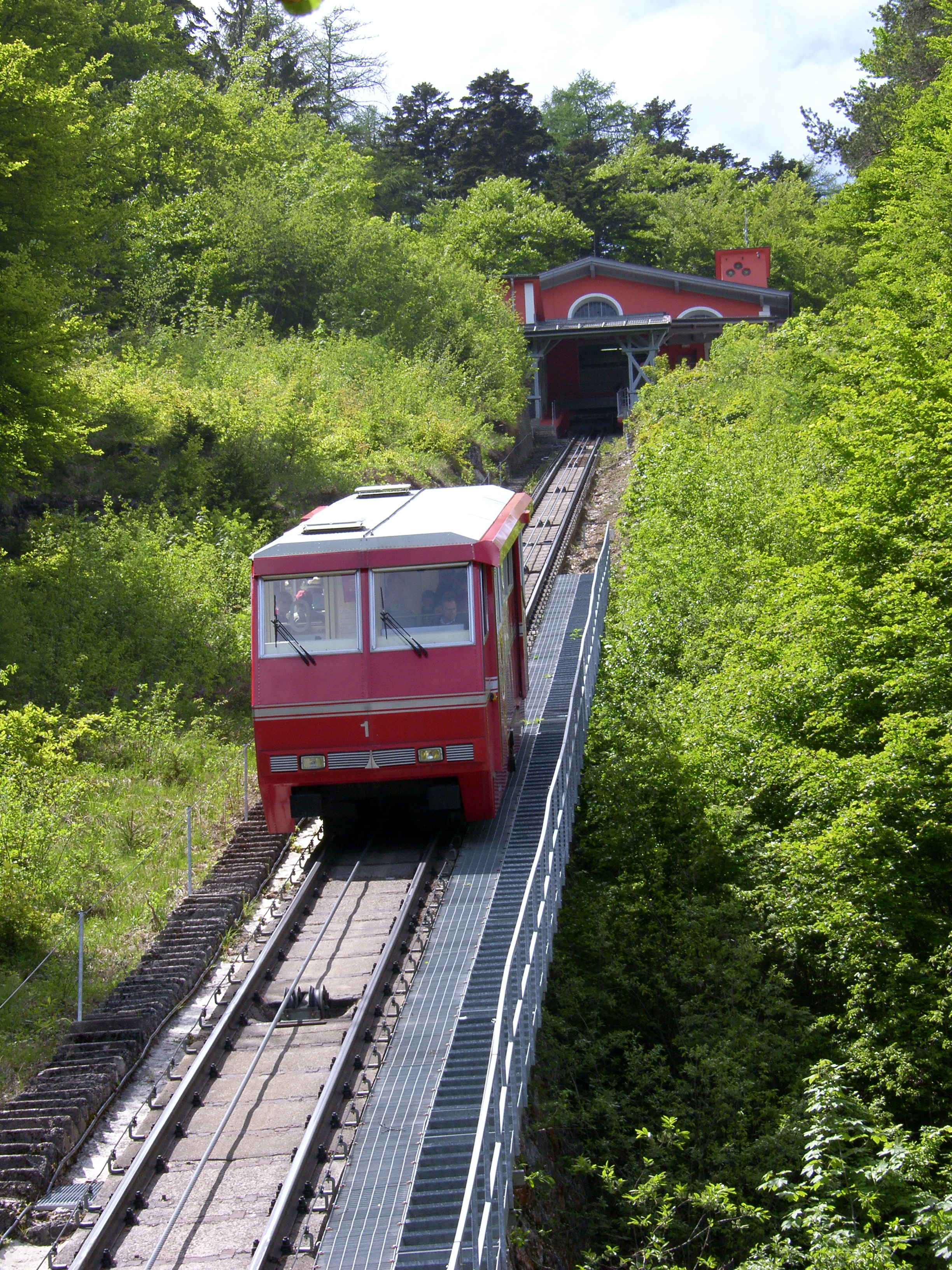
Funicular italian lângă Ruffrè-Mendola

Ridicarea înclinată sau liftul înclinat este o versiune specială a funicularului, deoarece are doar o mașină care transportă totul pe funie. Mașinăria este mai degrabă trasă la stația din partea de sus a pantei unde cablul este strâns pe un tambur, sau o singură mașină este echilibrată de o contra greutate, funcționând ca un funicular cu două mașini. Multe dintre ascensoarele înclinate au fost construite de-a lungul liniilor de presiune ale centralelor electrice de depozitare de energie pentru transportarea materialelor de construcții. Exemple sunt Funicularul Gelmerbahn care duce la Gelmersee și Funicularul Piora-Ritom care duce la Lago Ritom, amândouă din Elveția.
Cel mai abrupt funicular din lume poate fi Katoomba Scenic Railwaz din Australia. Versiunile noi seamănă cu un lift care este folosit pentru transportul public, cum ar fi la Cityplace Station în Dallas,Texas și Huntington Metro Station din Huntington, Virginia.
Un amestec dintre lifturile înclinate și funicularele cu două mașini este al doilea "Zbor al îngerilor" din Los Angeles. Funicularul închis în 1969 a fost reinstalat în 1996, folosind cabluri separate pentru fiecare mașină, care au fost trase pe tobe diferite de troliu la stația de sus. Tobele de troliu au fost conectate la motorul de acționare și la frâna de serviciu de către un tren de viteze.
Sistemul a eșuat din cauza ruperii unei unelte, care a cauzat un accident fatal în 2001 și funicularul a fost închis până în 2010.

## Istorie
Cel mai vechi funicular este Reissug, o linie privată care oferă acces la bunuri Castelului Hohensalyburg din Salzburg, Austria. Este menționat prima oară în 1515 de Cardinalul Matthaus Lang, care a devenit Arhiepiscopul de Salzburg. Linia a folosit prima oară șine de lemn și o coardă de transport făcută din cânepă, și a fost operat de puterea oamenilor sau de către animale. Astăzi funcționează cu linii de oțel, cabluri cu oțel și un motor electric, dar linia are aceeași rută prin fortificațiile castelului.
Prima cale ferată din Anglia, cu șine din lemn a fost probabil făcută pentru James Clifford, stăpân la conacul Broseley. El a exploatat mine de cărbune aici din 1875 și a avut un funicular pentru livrarea cărbunelui direct la barjele de pe râul Severn, până în 1606. Aceasta a fost prima înregistrare a unei căi ferate în Anglia, înaintea Căii Wollaton, dar pare a fi construită înainte.
În secolul 18, funicularele erau folosite pentru a permite traficul de barje pe canale, dar și pentru a urca și a coborî dealuri abrupte. Un exemplu timpuriu au fost cele trei planuri înclinate pe Canalul Tyrone care au fost utilizate încă din 1777. Ele au fost utilizate în principal în secolul 19, în special în timpul anilor 1830, în timpul construirii canalelor. Astfel de canale au fost folosite pentru a permite apei intrarea în canalele de alimentare din partea de sus a planului pentru a conduce o turbină sau să ridice și să coboare un șlep pe un canal pe o pantă abruptă.
Exemple de căi ferate hidroenergetice sunt în Statele Unite în Canalul Morris din New Jersey, conectând Râul Delaware cu râul Passaic, folosind 23 de plane, dar și o serie de bucle de-a lungul degradeurilor. Allegheny Portage Railroad, parte din canalul din Pennsylvania, a fost construit în 1834 cu 10 plane, ca prima cale ferată cu reglaj electric de aburi de peste munții Allegheny din Pennysilvania.

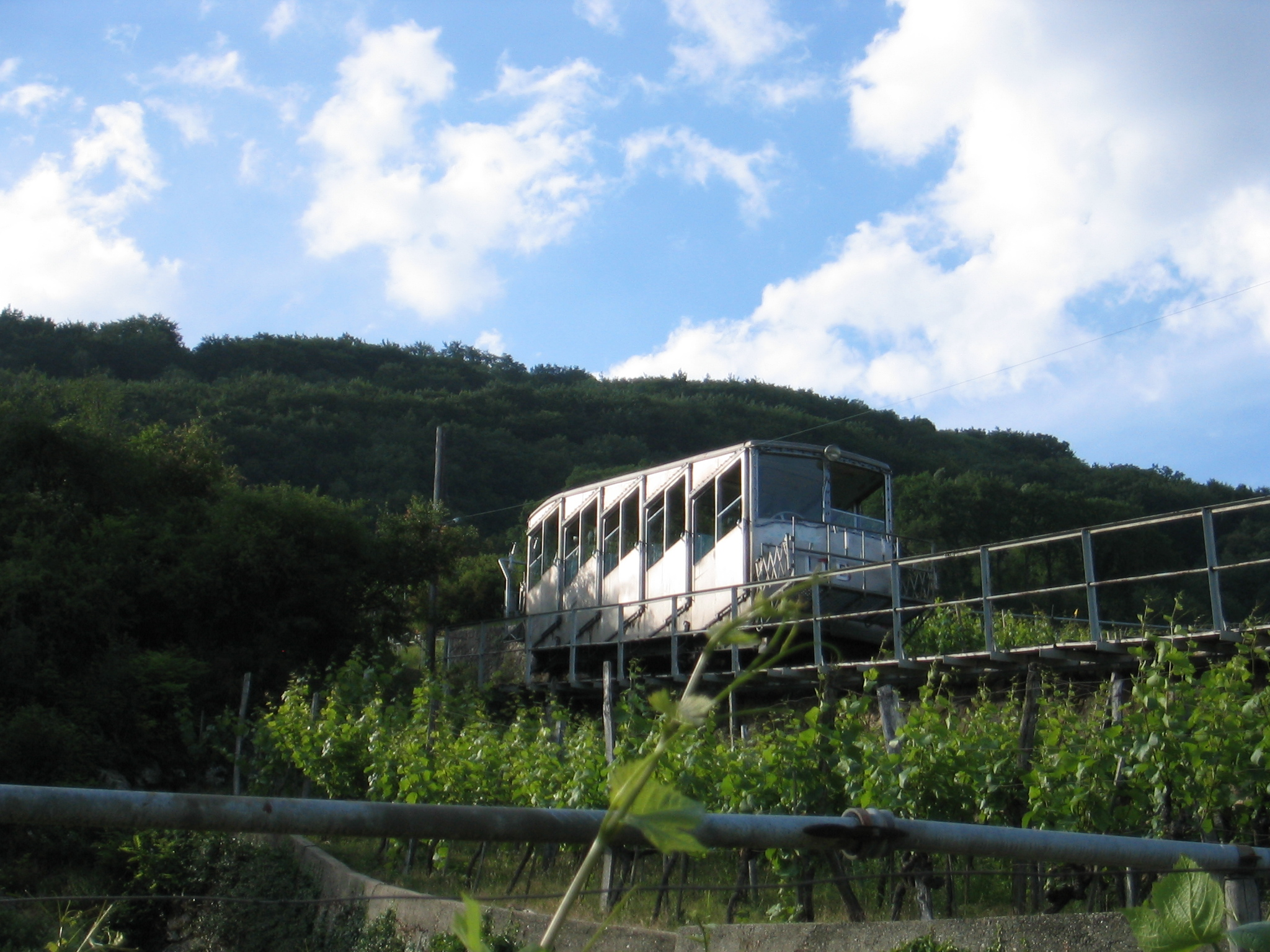
Funicular elvețian

Căile ferate moderne de tip funicular care operează în zonele urbane datează din anii 1860. Prima linie este Funicularul din Lyon, deschis în 1862, urmat de următoarele linii din 1878, 1891 și 1900. Funicularul Castle Hill din Budapesta a fost construit în 1868-9 cu primul termen de încercare la 23 octombrie 1869. Cel mai vechi funicular care operează în Marea Britanie datează din 1875 și este în Scarborough, North Yorkshire.
Unul din cele mai faimoase funiculare este Marea Înclinare din Muntele Lowe din Altadena, California, făcut de Andrew Smith Hallidie. Înclinul său este de 62% la bază și 48% la partea de sus, iar mașinile sunt proiectate pentru a ajusta poziția pentru confortul pasagerilor.
Estul Statelor Unite au mai multe căi ferate înclinate, majoritatea proiectate și realizate de Otis Elevator Company din Yonkers, New York. Probabil cel mai bun exemplu este Mount Beacon Incline Railway în Beacon, NY,cel mai abrupt funicular construit de Otis în nord-est.
Are un grad mediu de 64% înclinare dar cea mai mare e de 74%,și a operat timp de 75 de ani. A fost distrus de un foc în anul 1983 și pentru o societate care nu se așteaptă la profit, încă se mai lucrează la restaurarea lui.
Funicularul de pe muntele Vezuviu a inspirat cântecul Funiculi Funicula, compus în 1880. Acest funicular a fost ruinat în mod repetat de către erupțiile vulcanice,așa că a fost abandonat după erupția din 1944.

## Funiculare private
Funicularele private de pe secțiuni abrupte oferă acces mai ușor de la stradă la o casă, decât potecile abrupte sau mersul pe jos. Acestea sunt comune în orașe de deal ca Wellington, Noua Zeelandă. Ele sunt numite des telecabine sau telechioșcuri, dar au o mașină mică, de două până la patru persoane, permanent atașată la un cablu de la un troliu. Mașina rulează pe o pereche de șine înclinate sau o singură șină la o viteza mică, între 0,3 și un metru pe secundă. În Quebec, Canada, vechiul funicular a operat din anul 1879 conectând Orașul de Sus Haute Ville și Orașul de Jos Basse Ville. Modelele mai mari și mai rapide pot da acces la clădirile comerciale.

## Cele mai mici funiculare
- Cel mai mic funicular din lume este Fisherman Walk Cliff Railway din Bournemouth, Anglia, care are 40 de metri
- Cel mai mic funicular din Croația este în Zagreb, cu o lungime de 66 m
- Cel mai mic funicular din Italia este Ferata Gran Risa, din La Ila în Tirolul de sus, cu o lungime de 66,7 m
- Cel mai mic funicular din Elveția este localizat în Lucerne. El deservește musafirii hotelului Montana și are 100 de ani, ca și hotelul. O singură cabină se schimbă dintre stația de sus și cea de la bază la promenada lacului. Funicularul are 85 m și călătoria durează aproximativ un minut.